# Tie a Yellow Ribbon Round the Ole Oak Tree
"Tie a Yellow Ribbon Round the Old Oak Tree"는 1973년 미국 팝 뮤직 그룹인 토니 올랜도 & 던(영어: Tony Orlando & Dawn)의 히트송이다. 이 곡은 어윈 레빈(영어: Irwin Levine)과 L. 러셀 브라운(영어: L. Russell Brown)이 작곡과 작사를 하고, 행크 매드레스(영어: Hank Medress)와 데이브 에펠(영어: Dave Appell)이 프로듀싱을 맡았다. 1973년 빌보드 핫 100 싱글 차트에서 4주 동안 1위에 머물렀고, UK 넘버 원 싱글 차트에서도 4주 동안 1위, 오리콘 인터내셔널 차트에서는 2주 동안 1위를 차지했으며, 발매 3주 만에 320만 장이 팔렸고, 같은 해 총 910만 장 이상이 팔려나가는 등 그 해 미국과 영국에서 가장 많이 팔려나간 앨범으로 기록되었다. 빌보드 지 1973년 '올해의 노래' 로 선정되었으며, 빌보드 지에서 발표한 Billboard's Greatest Songs of all time에서 37위를 기록하였다. 그 외 이 곡은 조니 카버(영어: Johnny Carver)와 배리 매닐로도 불러 히트했다.

## 'Yellow Ribbon' 의 유래와 전승
'노란색 리본'의 유래는 청교도 혁명까지 올라간다. 당시 의회파 소속의 청교도들은 젠틀맨 혹은 자유농민으로 매우 급하게 조직되었으며, 통일된 제식군복이 없는 상황에서 아군 식별이 필요했다. 그래서 명도가 높은 노란색으로 띠를 만들어 어깨나 허리에 걸치고 전투에 나갔는데, 이렇게 사용하게 된 노란색 띠는 올리버 크롬웰이 조직한 철기대나 신형군에게도 사용되었고, 의회파 소속 전 군대에서도 사용하게 되었다. 실제로 이런 노란색 띠는 윌리엄 프레더릭 예임스(William Frederick Yeames)의 유화인 'When Did You Last See Your Father?'나 켄 휴즈(Ken Hughes)의 1970년도 영화인 '크롬웰(Cromwell)'에서도 볼 수 있다. 이런 식으로 사용된 노란색 리본은 청교도들의 아메리카 대륙이민으로 미국에도 전파되었다.
이런 '노란색 리본'이 언제부터 회상이나 그리움의 의미로 사용되었는지는 정확히 알 수 없다. 다만 19세기 미국에서는 '노란색 리본'에 관한 이런 이야기가 구전되었는데, 그것은 남북전쟁 당시 한 여성이 미 육군 기병대에 복무하고 있던 남편 혹은 사랑하는 이에 대해 헌신을 증명하기 위해 돌아올 때까지 머리카락이나 목에 노란 리본을 매달았다는 것이었다. 이런 전설은 당시 미 기병대의 연대병과장이 노란색이어서 노란색은 미 기병대를 상징하는 색으로 통했고, 서부에서 복무하던 기병대 군병들은 먼지를 막기 위해 손수건을 두르고 정찰을 하는 경우가 많았는데, 그 손수건 색깔이 보통 노란색이었다는 점에서 그 기원을 유추해 볼 수 있다. 이러한 사실은 서부를 주제로 한 많은 작품을 남긴 화가 프레더릭 레밍턴(Frederic Remington)의 1888년 그림인 'Lieutenant Powhatan H. Clarke, Tenth Cavalry'에서도 찾아볼 수 있다.
또한 미 육군에서는 노란색 리본을 주제로 한 많은 행진곡이 불렸는데, 노란색 리본을 언급한 최초의 곡은 조지 A. 노턴(George A. Norton)이 1917년 작곡한 'Round Her Neck She Wears a Yeller Ribbon(For Her Lover Who Is Fur, Fur Away)'였다. 이 곡은 가상의 인물인 수지 심킨스(Susie Simpkins)라는 여성이 군인으로 출병한 사일러스 허버드(Silas Hubbard)라는 연인을 기다리는 내용의 곡으로, 이 중 노란색 리본에 대한 부분은 다음과 같다.
Round her neck she wears a yeller ribbon,
She wears it in winter and the summer so they say,
If you ask her "Why the decoration?"
She'll say "It's fur my lover who is fur, fur away.
1940년에는 작곡가 루스 모건(Russ Morgan)이 'She Wore a Yellow Ribbon'이라는 미군 행군가를 작곡해 미치 밀러(Mitch Miller)와 앤드류스 시스터스(The Andrews Sisters)가 불렀는데, 이 노래의 초입부는 다음과 같다.
Round her neck she wore a yellow ribbon
She wore it in the winter
And the merry month of May
When I asked her, Why the yellow ribbon?
She said, It’s for my lover who is far far away
1949년에는 존 포드가 감독을 맡은 동명의 서부영화가 제작되기도 했다. 그러나 여기까지는 주로 기병대와 관련된 유래로, 현재 사용되고 있는 보편적인 의미의 '노란색 리본'과는 거리가 있다.
그 후 1959년에 펜실베이니아주의 유명한 법학자였던 커티스 보크(Curtis Bok)가 캘리포니아주 치노(Chino)에 있던 교도소장인 케니언 J. 스쿠더(Kenyon J. Scudder)에게 들은 말을 토대로 'Star Wormwood'라는 책을 썼는데, 그중에 이런 이야기가 나온다.
It is the story of two men in a railroad train. One was so reserved that his companion had difficulty in persuading him to talk about himself. He was, he said at length, a convict returning from five years' imprisonment in a distant prison, but his people were too poor to visit him and were too uneducated to be very articulate on paper. Hence he had written to them to make a sign for him when he was released and came home. If they wanted him, they should put a white ribbon in the big apple tree which stood close to the railroad track at the bottom of the garden, and he would get off the train, but if they did not want him, they were to do nothing and he would stay on the train and seek a new life elsewhere. He said that they were nearing his home town and that he couldn't bear to look. His new friend said that he would look and took his place by the window to watch for the apple tree which the other had described to him. In a minute he put a hand on his companion's arm. "There it is," he cried. "It's all right! The whole tree is white with ribbons.
이것은 열차 안의 두 남자의 이야기이다. 둘 중 한 남자는 자신에 대한 이야기를 거의 하지 않아, 길동무인 다른 남자는 자신에 대해 한 번 말해보라고 설득하는데 애를 먹었다. 이윽고 그가 말하기를, 그는 죄수로 멀리 있는 감옥에 수감되어 있었다가 5년 만에 출옥했는데, 가족들은 너무 가난해 찾아오지도 못하고, 신문 기사를 거의 못 읽을 정도로 배우지 못했다고 말했다. 그래서 그는 감옥에서 나와 집으로 돌아갈 때 자신을 위한 신호를 만들어 놓으라고 편지를 썼는데, 만약 가족들이 그를 원한다면 정원 맨 끝자락 철도 가까이에 있는 큰 사과나무에 흰 리본을 묶어 두고, 그러면 자신이 기차에서 내리겠다는 것이었다. 만약 가족들이 그를 원치 않는다면 아무것도 걸어두지 않으며, 그러면 그는 기차에서 내리지 않고 다른 곳에서 새 인생을 찾을 것이었다. 그는 마을이 점차 가까워지고 있으며, 그래서 밖을 볼 수가 없다고 말했다. 그의 새 친구는 그 대신에 창가 쪽에 앉아 사과 나무를 보고 말해주겠노라고 했다. 시간이 흘러 그는 남자의 팔을 잡았다. "바로 여기야.", 그가 말했다. "세상에! 나무 전체가 흰 리본으로 덮여 있어!"
이 이야기는 비록 전체적인 골격은 가사의 내용과 같지만, '열차'나 '사과 나무', '흰 리본' 등은 확실히 차이가 있다. 이러한 유형의 돌아오는 유형수에 관한 이야기는 1960년대 종교적인 목적의 출판물이나 미국 교회의 청년 사역 활동에서 구설로 전해지기도 했는데, 아마 이러한 이야기가 누가복음의 '탕자의 비유(Parable of the Prodigal Son)'와 유사한 점이 있기 때문일 것으로 파악된다.
현재 가장 널리 알려진 형식의 '노란색 리본'에 관한 이야기의 골격과 구체적인 사항은 1971년 신문 칼럼니스트인 피트 헤밀(Pete Hamill)이 뉴욕 포스트에 기고한 'Going Home'이라는 칼럼에서 처음으로 찾을 수 있다. 이 글은 플로리다주의 포트로더데일로 가는 버스에 있던 한 대학생이 그 도시에서 유형수였던 한 사람을 사귀게 되었는데, 그가 길가의 떡갈나무에 묶여있는 '노란색 손수건' 을 찾고 있었다는 내용의 칼럼이었다. 이 이야기가 유행하면서 9달 후인 1972년 6월에는 리더스 다이제스트에 다시 올라왔고, 같은 달 미국 ABC에서는 이 이야기를 각색한 드라마가 방영되었는데, 여기서 배우 제임스 얼 존슨(James Earl Jones)이 돌아오는 유형수 역할을 맡았다. 또한 나중에 피트 헤밀의 이야기를 바탕으로 1977년 야마다 요지(山田 洋次)가 《행복의 노란 손수건》 (幸福の黃色いハンカチ)이라는 영화를 만들었다.
1973년 어윈 레빈과 러셀 브라운이 지은 'Tie a Yellow Ribbon 'Round the Ole Oak Tree'가 크게 성공하자, 헤밀은 이 곡은 자신의 칼럼을 토대로 제작된 곡이라며 소송을 냈다. 하지만 레빈과 브라운은 자신들이 군에 복무하면서 이런 유사한 이야기를 들었고, 귀환병을 유형수로 바꾸는 등 약간의 수정을 해 작곡과 작사를 했다고 주장했으며, 변호인이 증인으로 불려온 민속연구가가 헤밀이 쓴 이전의 여러 유사한 이야기를 증거로 제시하면서 그는 패소했다고 한다.

## 영향
이 음악은 이후에도 선풍적인 인기를 탔는데, 방송음악협회(Broadcast Music Incorporated, BMI)에 의하면 이 곡은 라디오에서 17년동안 총 300만번 이상이 나왔다고 한다. 필리핀의 야당 지도자인 베니그노 아키노가 3년간의 미국 망명 후 필리핀으로 돌아올 때 마닐라 국제공항에서 암살당하자, 이 노래와 노란색은 니노이를 상징하는 모티브가 되어 페르디난드 마르코스 반대 시위에서 많이 사용되었으며, 1986년 필리핀 총선에서 아키노의 미망인인 코라손 아키노가 켐페인을 벌일 때도 사용되었다. 베니그노 아키노가 암살된 날인 8월 21일은 필리핀의 국경일인 니노이 아키노 데이(Ninoy Aquino Day)인데, 이 날 마닐라 시내엔 노란색 리본이 많이 걸린다.
또한 미국에서는 노란색 리본이 많이 사용되었는데, 베트남에서 귀환하는 장병들을 대상으로 사용되거나, 주 이란 미국 대사관 인질 사건 당시 억류된 인질의 석방을 기원하며 전국적으로 사용되기도 했다. 1991년 걸프 전쟁이나 이라크 전쟁에서 귀환 장병들을 환영하는 표시로도 사용되었다.

## 트리비아
애초 가사나 오천석의 노란 손수건과 같은 책의 영향으로 노란 리본에 관한 이야기가 알려지면서 이 음악이 미국에서 있었던 실화를 바탕으로 만들어진 것이라고 알려졌으나 잘못된 사실이다.

## 같이 보기
- 노란 리본